# Nikolaus Brender

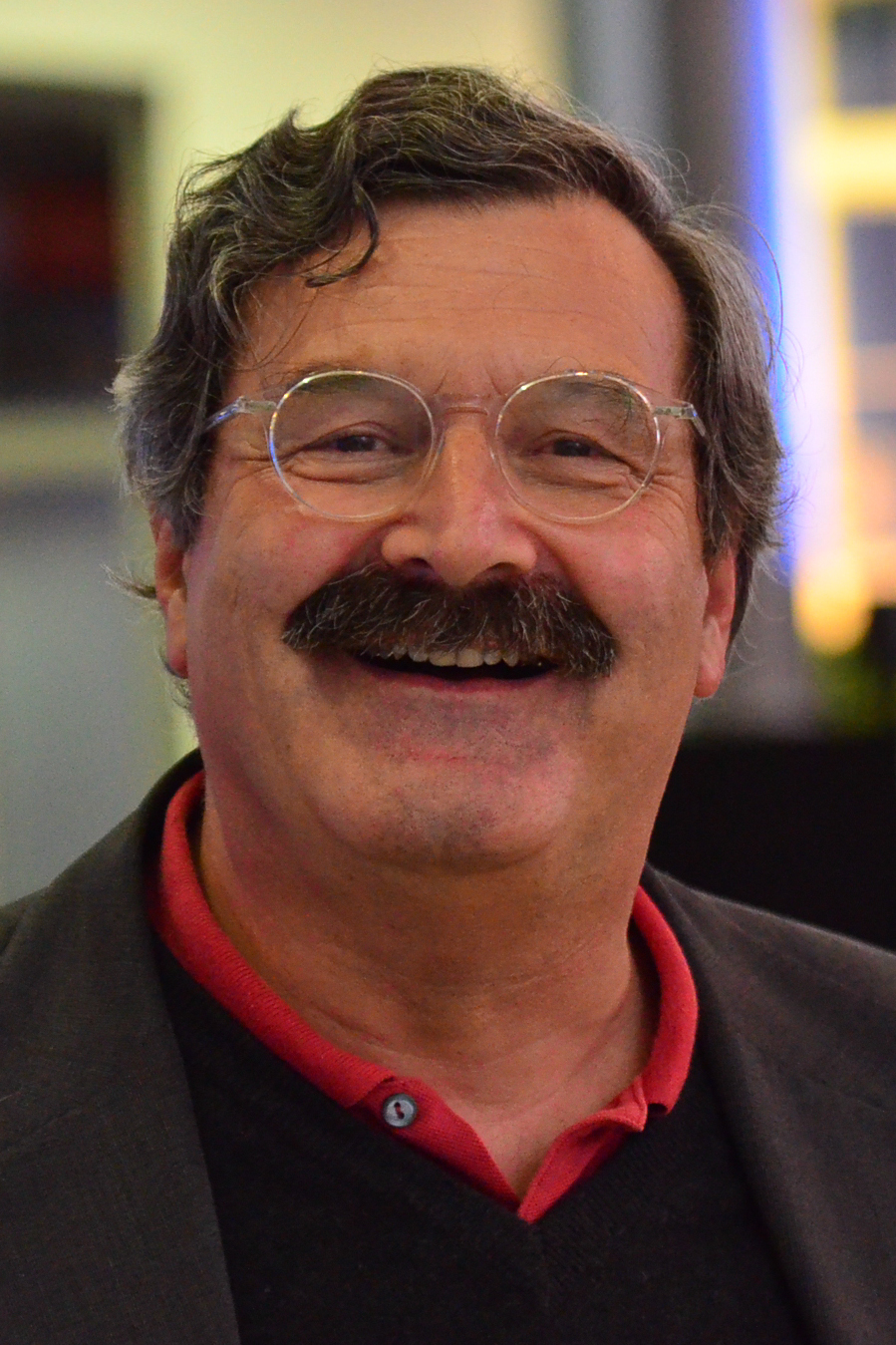
Nikolaus Brender
im ZDF-Wahlstudio zur Bundestagswahl 2013

Nikolaus Johannes Edmund Brender (* 24. Januar 1949 in Freiburg im Breisgau) ist ein deutscher Fernsehjournalist und Medienmanager. Brender war von April 2000 bis März 2010 Chefredakteur des ZDF. 
Die Nichtverlängerung seines Vertrags führte zu einer öffentlichen Diskussion um parteipolitische Einflussnahmen und die Unabhängigkeit des öffentlich-rechtlichen Rundfunks sowie zu einer Normenkontrollklage beim Bundesverfassungsgericht, der eine Revision des ZDF-Staatsvertrages folgte. ZDF-Fernsehrat und ZDF-Verwaltungsrat müssen demnach in ihrer Zusammensetzung „staatsfern“ gestaltet werden, um die Unabhängigkeit des öffentlich-rechtlichen Rundfunks zu gewährleisten.

## Leben
Nach dem Besuch des Kollegs St. Blasien studierte Brender Rechts- und Politikwissenschaft an den Universitäten Freiburg, München und Hamburg und absolvierte 1978 das erste juristische Staatsexamen. In München wurde er Mitglied der KDStV Aenania München im CV. In seiner Jugend war er Mitglied der CDU/CSU-Jugendorganisation Junge Union, heute gehört er keiner Partei an und ist auch aus seiner Studentenverbindung ausgetreten.
Seit 1978 arbeitet Brender als Journalist, zunächst beim Südwestfunk (bis 1982) und bei der Wochenzeitung Die Zeit (bis 1980), danach als Redakteur bei den Tagesthemen. Von 1984 bis 1989 war er ARD-Korrespondent für Südamerika mit Sitz in Buenos Aires, danach bis 1993 Auslandschef des WDR und Moderator des Weltspiegels. 1994 wurde er Politik-Chefredakteur beim WDR, 1997 Programmchef des Senders. Vom 1. April 2000 bis zum 31. März 2010 war Brender Chefredakteur des ZDF.
2006 bewarb sich Brender um die Intendanz beim Westdeutschen Rundfunk (WDR). Er zog seine Kandidatur jedoch kurz vor der Wahl durch den WDR-Rundfunkrat zurück wie auch seine Mitbewerber, der SR-Intendant, Fritz Raff, sowie NDR-Justiziar Werner Hahn. Von Anfang 2012  bis Ende 2013 war Brender Gastgeber der  n-tv-Interview-Sendung  „Bei Brender!“.
Brender ist mit einer Ärztin verheiratet und hat mit ihr eine Tochter.

## Kontroverse um Vertragsverlängerung

### Verlauf
Im Februar 2009 kündigte die Mehrheit der unionsnahen Mitglieder im 14-köpfigen ZDF-Verwaltungsrat, insbesondere dessen stellvertretender Vorsitzender Roland Koch, an, Brenders bis März 2010 laufenden Vertrag nicht zu verlängern. Koch begründete seine Kritik in einem Interview mit Stefan Niggemeier mit fallenden Einschaltquoten in der Informationssparte des ZDF, insbesondere im Vergleich mit denen von ähnlichen Sendungen bei Das Erste und RTL Television. Niggemeier  äußerte Zweifel an Kochs Begründung der Vertragsbeendigung und warnte vor einem Quotendruck zulasten der Qualität im öffentlich-rechtlichen Fernsehen. In der Dissertation von Inga Wagner wird dargestellt, dass letztlich der Impuls zur Absetzung Brenders von Edmund Stoiber ausgegangen war.
Der Moderator des ZDF-heute-Journals, Claus Kleber, kritisierte die Entscheidung der Verwaltungsratsmehrheit als politisch motiviert: „Es darf nicht sein, dass parteipolitische Seilschaften wieder versuchen, nach parteipolitischen Kriterien Journalistenposten im ZDF zu bestimmen.“ Unterstützt wurde er in einem offenen Protestbrief von allen Hauptredaktionsleitern sowie unter anderem von Maybrit Illner, Marietta Slomka, Guido Knopp, Claus Richter und Peter Frey. In dem Schreiben wird unter anderem vor einer „gefährlichen Einmischung der politischen Parteien in die Souveränität“ und einem „schwerwiegende[n] Eingriff in die Rundfunkfreiheit gewarnt“.
Nach einer Reihe von Beiträgen der FAZ, die sich gegen die fortwährende Einmischung von CDU-Politikern wandten, warf der FAZ-Mitherausgeber Frank Schirrmacher Hessens Ministerpräsident Koch „eine ultimative Entmündigung der Öffentlichkeit“ vor. Da sich Intendant Markus Schächter für Brenders Vertragsverlängerung eingesetzt hatte, wurde auch er von der CDU kritisiert. Am 13. März 2009 gab Schächter bekannt, ein juristisches Gutachten in Auftrag gegeben zu haben, das die Kompetenzen des Verwaltungsrates bei der Direktorenwahl klären soll, mit dessen Ergebnis jedoch erst nach den Bundestagswahlen im September 2009 gerechnet wurde. Sein Vorgehen wurde vom 77-köpfigen ZDF-Fernsehrat unterstützt.
Der allgemeinen Kritik am Verhalten Kochs schlossen sich die früheren FDP-Bundesvorsitzenden Wolfgang Gerhardt und Otto Graf Lambsdorff in der FAZ an. „Die von Unionsseite angestoßene Debatte ist völlig kontraproduktiv“, meinte Gerhardt. Koch habe mit seinen Äußerungen das Vorurteil der parteipolitischen Einflussnahme im öffentlich-rechtlichen Rundfunk bestätigt. Bei der Sitzung des Verwaltungsrats am 27. März 2009 verhinderten Edmund Stoiber (CSU) und der ehemalige CDU-Bundesgeschäftsführer Willi Hausmann eine Anhörung von Brender. Auch andere Politiker der FDP, SPD und der Grünen übten scharfe Kritik, der SPD-Politiker Henning Voscherau forderte die SPD-geführten Bundesländer zum Handeln auf: „Sollten die ZDF-Verwaltungsräte sich darüber hinwegsetzen, muss die Causa Brender vors Verfassungsgericht.“ Renate Künast und Jürgen Trittin streben ein Normenkontrollverfahren vor dem Bundesverfassungsgericht an. Ein entsprechender Antrag solle erarbeitet und den Bundestagsabgeordneten zugeleitet werden.
Ebenso schrieben 35 Staatsrechtler, unter anderem die Verfassungsjuristen Hans Herbert von Arnim, Hans-Peter Schneider, Joachim Wieland, Dieter Dörr und Dieter Birk, eine Woche vor der geplanten Abstimmung am 27. November 2009 in einem offenen Brief an die Mitglieder im Verwaltungsrat des ZDF: „Wir appellieren dringend an die Vernunft und die Sachkompetenz aller Vertreter im Verwaltungsrat. Beteiligen Sie sich nicht an der beabsichtigten staatlichen Einflussnahme auf die Wahl des Chefredakteurs. Die Rundfunkfreiheit ist eine wichtige Säule unseres demokratischen Staatswesens […]. An dieser Säule wird gerade gesägt, und zwar von einigen Mitgliedern des Verwaltungsrats beim ZDF.“ Es gehe schlicht darum, einen „unabhängigen Journalisten zu verdrängen und den Einfluss der Parteipolitik zu stärken“ und „wer das Sagen, wer die Macht hat beim ZDF“.
Bei der Abstimmung am 27. November 2009 stimmten nach Angaben des ZDF-Verwaltungsratsvorsitzenden und rheinland-pfälzischen Ministerpräsidenten Kurt Beck sieben von 14 Mitgliedern für Brender. Die erforderliche Mehrheit von neun Stimmen kam damit nicht zustande, so dass der Ende März 2010 auslaufende Vertrag des ZDF mit Brender nicht verlängert wurde. Sein Nachfolger als ZDF-Chefredakteur wurde Peter Frey.

### Reaktionen
Als Ministerpräsident von Rheinland-Pfalz und als Vorsitzender des ZDF-Verwaltungsrates forderte Kurt Beck eine Änderung des Rundfunkstaatsvertrages. Demnach sollte der Rundfunkstaatsvertrag so geändert werden, dass der Verwaltungsrat, dem Beck damals vorstand, den vorgeschlagenen ZDF-Chefredakteur künftig nur noch mit einer Drei-Fünftel-Mehrheit ablehnen kann.
Der ehemalige Intendant des SWR, Peter Voß, trat nach 35 Jahren aus der CDU aus und warf ihr Verfassungsbruch und einen „Angriff auf die Unabhängigkeit des Senders“ vor. Auch er forderte, den ZDF-Staatsvertrag zu korrigieren: „Da gibt es einige verfassungswidrige Bestimmungen, die man ändern könnte.“ Als Schuldige sah Voß nicht nur den hessischen Ministerpräsident Koch, sondern auch Bundeskanzlerin Merkel: „Merkels Beteiligung ist offensichtlich. Ich bin mir sicher, dass Koch sich ohne den Segen der Bundesregierung nicht durchgesetzt hätte – er war nur das Sprachrohr.“
Der Vorgänger Brenders im Amt, Klaus Bresser, nannte die Entlassung „organisierte Verfassungskriminalität“.
Auch der frühere sächsische Ministerpräsident Kurt Biedenkopf (CDU) forderte eine verfassungsrechtliche Prüfung des ZDF-Staatsvertrages.
ZDF-Intendant Markus Schächter bekundete „kein Verständnis“ für die Nichtverlängerung von Brenders Vertrags und erklärte:

„Die öffentliche Diskussion hat die grundsätzliche Frage des Umgangs zwischen Verwaltungsrat und Intendant aufgerufen. Die Länder als Träger des ZDF haben jetzt die Pflicht, im Rahmen der anstehenden Novellierung des Rundfunkstaatsvertrags für belastbare Rechtsgrundlagen des ZDF Sorge zu tragen.“

Nachdem er bereits im Oktober „für seine vorbildhafte journalistische Haltung“ den Hanns-Joachim-Friedrichs-Preis empfangen hatte, wurde Brender noch vor der geplanten Bekanntgabe seines Nachfolgers vom Medium Magazin zum „Journalisten des Jahres 2009“ gewählt. Medium Magazin-Chefredakteurin Annette Milz sprach von einem „überwältigenden Votum“ und „der überzeugendsten Wahl in der Geschichte des Preises“. Die Jury kritisierte, dass Brender „2009 zum Spielball parteipolitischer Interessen wurde“, und verlangte ebenfalls eine Änderung des ZDF-Staatsvertrages.
Brender selbst kritisierte in einem Interview des Spiegel die parteipolitische Dominanz im öffentlich-rechtlichen Rundfunk und das „Proporzdenken“ der Parteien. Er sprach weiterhin von einem „Spitzelsystem, das davon lebt, dass Redakteure den Parteien Senderinterna zutragen“, und sagte, einige der Journalisten seien „Inoffizielle Mitarbeiter“ der großen Parteien, „wirklich vergleichbar mit den IM der DDR“. Es seien wenige, aber die wenigen seien immer noch zu viele. Da sei ein „feingesponnenes Netz von Abhängigkeiten“. Er selbst habe versucht, „solche Spione wenigstens von Posten mit echter Verantwortung fernzuhalten“. Bevor er beim ZDF angefangen habe, seien die Telefonproteste von Politikern direkt in der Aktuell-Redaktion gelandet. Das habe er abgestellt. Insbesondere gebe es in der Union ein „dunkles Schattenreich, das sich im Verwaltungsrat eingenistet hat und ihn mittlerweile zu dominieren versucht“. Das Bundesverfassungsgericht sei „die einzige Institution, die dem öffentlich-rechtlichen Rundfunk Staatsferne, Form und damit Zukunft sichern“ könne.
Auf die Äußerungen Brenders zu internen Spitzelsystemen des Senders reagierte Intendant Schächter mit einer öffentlichen Kritik an Brender. Seine Darstellung sei „in der Sache falsch und in der Form maßlos und inakzeptabel“. Brender diffamiere seine ehemaligen Mitarbeiter. Auch das Mitglied des Fernsehrats Hugo Diederich kritisierte Brenders DDR-Vergleich als unverantwortlich, Kurt Beck als überzogen und unzutreffend.
Zustimmung kam dagegen von Fritz Pleitgen, der Brenders Darstellung für zutreffend hielt. Brender distanzierte sich später lediglich von dem Stasi-Vergleich, blieb in der Sache aber bei seiner Darstellung. Michael Hanfeld (FAZ) verteidigte Brenders Darstellung: Er spreche damit abermals eine bittere Wahrheit über den Zustand des öffentlich-rechtlichen Rundfunks aus. „Die Parteien formen die Anstalten nach ihrem Willen, machen Personal- und damit Programmpolitik, dafür genehmigen sie den Sendern Gebührenerhöhungen satt und das Ausgreifen ins Internet.“ Der „Machtapparatelogik nach“ sei der „historisch belastete“ IM-Vergleich sehr zutreffend. Schächters Kritik an Brenders Äußerung sei unbegründet, Schächter solle „vielleicht nur einmal sein Organigramm durchgehen und sich an seine erste Wahl erinnern – ein einziges schwarzrotes Postengeschacher, Parteipersonalpolitik in Reinkultur“. Bei der Suche eines Nachfolgers für Intendant Dieter Stolte war die Parteiendominanz deutlich geworden. Erst nach fünf Wahlgängen war im März 2002 Markus Schächter zum neuen Intendanten gewählt worden. Auch für Steffen Grimberg (taz) „beschreibt Brender in der Sache durchaus die Realität“.
In einem Artikel bei der WELT kritisierte Bettina Röhl Brenders Selbstgerechtigkeit, sein Verhalten sei „parteiisch, egomanisch und paranoid“. Er selbst habe politische Interessen etwa gegen eine kritische Darstellung der Vergangenheit Joschka Fischers durchgesetzt, unangenehme Redakteure gemaßregelt und als „Oligarch“ die Pressefreiheit zum eigenen Nutzen missbraucht. Nun „schleime“ sich Brender dem Bundesverfassungsgericht „widerwärtig an“, um mindestens „moralisch wieder inthronisiert“ zu werden. „Roland Koch entpuppt sich regelrecht als Retter des Grundgesetzes, wenn man den journalistischen Offenbarungseid, den Brender jetzt im Spiegel ablegt, betrachtet. Nach dieser Selbstdekuvrierung Brenders steht fest, dass Brender bisher der falsche Mann auf dem Posten des ZDF-Chefredakteurs war und unter keinen Umständen eine dritte Amtszeit erhalten durfte.“
Am 25. März 2014 erklärte das Bundesverfassungsgericht den ZDF-Staatsvertrag in Teilen für verfassungswidrig. Zuvor hatten die Bundesländer Rheinland-Pfalz und Hamburg geklagt. In der Urteilsbegründung verwies der stellvertretende Vorsitzende, Ferdinand Kirchhof, auf die im Grundgesetz verankerte freie Berichterstattung der Medien. Diese sei durch die hohe Anzahl von Politikern und staatsnahen Personen im ZDF-Fernsehrat und ZDF-Verwaltungsrat nicht gegeben. In seinem Urteil beschränkte das BVerfG den Anteil staatsnaher Personen und Politiker im ZDF-Fernsehrat auf ein Drittel (zuvor 44 %). Im ZDF-Verwaltungsrat darf die betreffende Interessensgruppe maximal 6 Personen stark sein (insgesamt 14 Verwaltungsratsmitglieder, also 42,8 % von 14 – gerundet: 43 Prozent – gegenüber früher 44 Prozent). Darüber hinaus darf die betreffende Interessensgruppe „keinen bestimmenden Einfluss“ auf die Zusammensetzung des ZDF-Fernsehrats ausüben.
Kritiker sind jedoch nach der Novellierung des Staatsvertrags der Meinung, dass der Staat nach wie vor einen zu großen Einfluss ausübe, die Position der Regierungsparteien gegenüber der Opposition sei zu stark, wichtige Repräsentanten der Gesellschaft fehlten.
Andreas Paulus formulierte in der Urteilsverkündung des Gerichts eine abweichende Meinung: Das Urteil werde seinem eigenen Maßstab nicht gerecht, die Meinungen der Gesellschaft im Rundfunkrat abzubilden. Seiner Meinung nach ist die Beteiligung von Mitgliedern der Exekutive grundsätzlich schädlich, eine Drittelquote zu hoch. „Wenn die Aufsichtsgremien von Rundfunk und Fernsehen von denen beherrscht werden, deren Kontrolle sie unter anderem ermöglichen sollen, ist damit eine Beeinträchtigung ihrer Funktion verbunden. Durch die Möglichkeit der Entsendung von Exekutivvertretern definiert das Urteil die Staatsgewalt von einer Bedrohung der Vielfalt zu einem Element ebendieser Vielfaltsgewährleistung um.“ Paulus kritisierte im Urteilstext ebendies Urteil als „einen utopischen, kaum überprüfbaren Maßstab für die Ausübung des erteilten Mandats“ für die ZDF-Gremien.
Die Ablehnung einer Teilnahme an einer Fernseh-Diskussion mit AfD-Vertretern durch Regierungspolitiker der SPD und Grüne im Januar 2016 kritisierten Brender und andere als Versuch einer Einmischung der Politik in die Entscheidungen des Senders. Michael Hanfeld kommentierte in der FAZ: „Das ZDF-Urteil des Bundesverfassungsgerichts haben Grüne und SPD im Südwesten längst vergessen.“

## Rezeption
Während der sogenannten „Elefantenrunde“ (Berliner Runde) mit den wichtigsten Parteivorsitzenden bzw. Spitzenkandidaten nach den vorgezogenen Bundestagswahlen am 18. September 2005 erwarb Brender sich als Co-Moderator durch seine standhafte Haltung gegenüber Gerhard Schröders Vorwürfen der Parteilichkeit auch beim öffentlich-rechtlichen Rundfunk in der Öffentlichkeit zum Teil Respekt.
Als verantwortlicher Redakteur geriet Brender für die Kürzung und Sendung eines Interviews am 28. Dezember 2005 in der Nachrichtensendung heute-journal mit dem Entführungsopfer Susanne Osthoff in die Kritik, das im Vorfeld zunächst als „Mediencoup“ und „Scoop“ angekündigt wurde. In einem Beitrag der F.A.Z. wurde Brender zum Vorwurf gemacht, dass er zwar Osthoffs durch die 25-tägige Geiselhaft in Mitleidenschaft gezogene seelische Verfassung erkannt, aber dennoch nicht zu ihrem Schutz berücksichtigt habe. Gegenüber der FAZ argumentierte Brender mit dem öffentlichen Interesse und mit dem Hinweis darauf, dass mit Osthoff fünf Vorgespräche geführt worden waren. Nach der Sendung des ZDF-Interviews nahm die ARD vorläufig davon Abstand, Osthoff zu interviewen.

## Auszeichnungen
- 1988 Adolf-Grimme-Preis mit Gold (für Lebend verbrannt, zusammen mit Florian Pfeiffer)
- 1990 Bayerischer Fernsehpreis
- 2009 Hanns-Joachim-Friedrichs-Preis[43]
- 2009 Ehrung zum „Journalisten des Jahres“ durch das Medium Magazin.[44]